# Värmdö
Värmdö ( PRONÚNCIA) é a maior ilha do arquipélago de Estocolmo, e a terceira maior ilha  sueca do Mar Báltico, com 180 quilômetros quadrados de extensão e uma população de cerca de 57 497 habitantes (2014). 